# Путешествие к Арктуру
«Путешествие к Арктуру» — классический философско-фантастический роман, впервые опубликованный в 1920 году, дебютная и наиболее известная книга Д. Линдсея.

## История
Роман «Путешествие к Арктуру» был написан в период с апреля 1919 по март 1920 года. Он был предложен издателю под названием «Найтспор на Тормансе» и принят при условии, что автор изменит название и сократит текст на 15000 слов. Роман был опубликован в сентябре 1920 года. Он остался незамеченным публикой и критикой (было продано менее половины тиража, 596 из 1430 экземпляров).
«Путешествие к Арктуру» было переиздано в 1946 году, сразу после смерти автора, затем в 1963 году (тогда же роман впервые был напечатан в США). Но только следующее американское издание (1968, в мягкой обложке) сделало книгу широко известной.

## О книге
Этот роман, нередко причисляемый к классике научной фантастики и на поверхности представляющийся занимательным фантастическим повествованием о путешествии главного героя на другую планету и его причудливых приключениях, по сути — классический мистико-философский роман, описывающий путь к познанию сути вещей и обретению себя, путешествие души к Богу.
Влекомый сжигающей духовной жаждой главный герой (Маскалл) перемещается на планету Торманс, обращающуюся вокруг звезды Арктур, и там, сталкиваясь с удивительными обитателями и явлениями этого мира, приобретая и утрачивая способности и органы чувств, проходит путь, который — через ряд этапов, соответствующих различным состояниям души, или взглядам на жизнь, — приведёт к разгадке мучающих его вопросов. Маскалл откроет источник загадочного барабанного боя, который по мере продвижения слышится ему всё более отчётливо, проникнет в самую сердцевину мира и там воочию увидит его истинное устройство, придёт к просветлению и окончательному преображению.
Роман сложен по содержанию и заставляет вспомнить многочисленные учения Запада и Востока, от древнеиндийских религиозно-философских систем до теории творческой эволюции А. Бергсона. Писатель и философ-эзотерик Евгений Головин в послесловии к изданному им роману «Наваждение», ссылаясь на Д. Пайка, Колина Уилсона и Дитриха Вахлерна, отмечает, что творчество Дэвида Линдсея может быть интерпретировано в «схемах этико-онтологического пессимизма и даже буддизма», и пишет:
Его мировоззрение последовательно трагично… Но трагизм этот необычайно прихотлив, что не позволяет направить мысль Линдсея в русло определенной метафизической или религиозной доктрины. При чтении «Путешествия на Арктур» понятно: всякая манифестация тайного креативного света, всякая реализация божественной воли сама по себе ущербна: когда какой-либо обитатель планеты Торманс — пусть сколь угодно прекрасный и гармоничный — умирает, по его лицу расползается безобразная усмешка. Красота, нежность, сочувствие — только оттенки чудовищной иронии Кристалмена, местного бога, творца, отнюдь не являющегося последней инстанцией. Кристалмен создает роскошные пейзажи и, что особенно неприятно меломану Линдсею, дивные музыкальные гармонии. Однако в системе двойной звезды Арктур (два солнца планеты Торманс) присутствуют иные теоморфные сущности, которые в противоречивости своей представляют немалую загадку. К примеру, Крэг-Суртур — бог положительной и деятельной воли — почитается дьяволом на планете Торманс да и в глазах земного человека выглядит грубо и несимпатично. Когда в конце романа один из персонажей пытается выяснить истинную его сущность, Крэг отвечает, что его имя и бытие означают на земле «боль, страдание, отчаяние». Итак, познание, ведущее к познанию божества, приводит к безумию и смерти: в лучшем случае любопытствующий субъект приближается к таким безднам, возможность наличия коих вызывает жестокую ностальгию по жалкой, более или менее понятной, ограниченной во времени и пространстве родине.
Критики сравнивали роман с мистическим трактатом XIV века «Облако неведения», «Алисой в стране чудес» Л. Кэрролла, «Путём паломника» Дж. Баньяна, «Замком» Кафки, «Божественной комедией» Данте.

## Влияние

### В литературе
Роман «Путешествие к Арктуру» оказал влияние на К. С. Льюиса.
Иван Ефремов упоминает «Путешествие к Арктуру» в «Часе Быка» как одну из сохранившихся в далеком будущем книг и пишет, что она «удивляет богатством фантазии». Именно оттуда он заимствовал название планеты Торманс.
Известный американский критик Гарольд Блум написал под влиянием Линдсея свой единственный роман («гностическую фэнтези») «Бегство к Люциферу» и основал на его творчестве свою теорию фантастического (в книге «Агон»).

### Вне литературы
Роман был экранизирован студентами-кинематографистами в 1970 году (см. ролик). Фильм отреставрирован и выпущен на DVD в 2005 году.
В 2001 году композитор Рон Томас записал джазовый альбом под названием «Сцены из Путешествия к Арктуру». Музыка из альбома звучит в восстановленной версии фильма 1970 года.

## Переводы
- Путешествие к Арктуру / Сост. А. Согрин, И. Петрушкин; пер. Ю. Барабаш. СПб., 1993.
- Лилит / Джордж Макдональд; Путешествие к Арктуру / Дэвид Линдсей. М., 2004.